# Cadet
Cadet – monotypowa, międzynarodowa klasa jachtów dwuosobowych zaprojektowana przez Anglika, Jacka Holta w 1947 r. Kadłub skośnodenny ze ściętym dziobem, miecz szybrowy, ożaglowanie bermudzkie (grot i fok + spinaker). Klasa została zaprojektowana jako jacht dla młodzieży. Jachty często budowano samodzielnie (obecnie, przepisami klasowymi dopuszczone do regat są jedynie łodzie budowane przez licencjonowanych producentów). Znak klasy – litera C. Produkowane są już jedynie epoksydowe.